# منطقة دبي والشارقة وعجمان الكبرى
منطقة دبي والشارقة وعجمان الكبرى في الإمارات العربية المتحدة هي منطقة حضارية تشمل كل من مدن دبي والشارقة وعجمان حيث تربط دبي بجارتها الشارقة والتي بدورها ترتبط مع عجمان مكونة منطقة ضخمة يبلغ عدد سكانها 5.9 مليون نسمة حسب تقديرات عام 2023.
| المدينة                          | المساحة (كم 2) | عدد السكان | الناتج المحلي الإجمالي |
| -------------------------------- | -------------- | ---------- | ---------------------- |
| دبي                              | 1,610          | 3,604,030  | 134.6 بليون دولار      |
| الشارقة                          | 236            | 1,800,000  | 58.9 بليون دولار       |
| عجمان                            | 148            | 490,035    | 9.3 بليون دولار        |
| منطقة دبي والشارقة وعجمان الكبرى | 1,994          | 5,894,065  | 202.8 بليون دولار      |

‌